# Мама (короткометражний фільм)
«Мама» — фільм, відзнятий режисером Лідією Шейніною. Фільм — учасник міжнародного кінофестивалю Docudays UA.

## Сюжет
Головній героїні — 96 років. Вона є бранкою у власній квартирі, не знає, який сьогодні день і ледве пригадує, хто з її родичів ще живий. Хіба це життя? Але кожна мить сповнена значенням: світ за вікном, страхи за близьких, любов до тих, хто поряд із нею. Це стає важливішим за деталі буденності.